# Largo (Sofia)
Pour les articles homonymes, voir Largo.

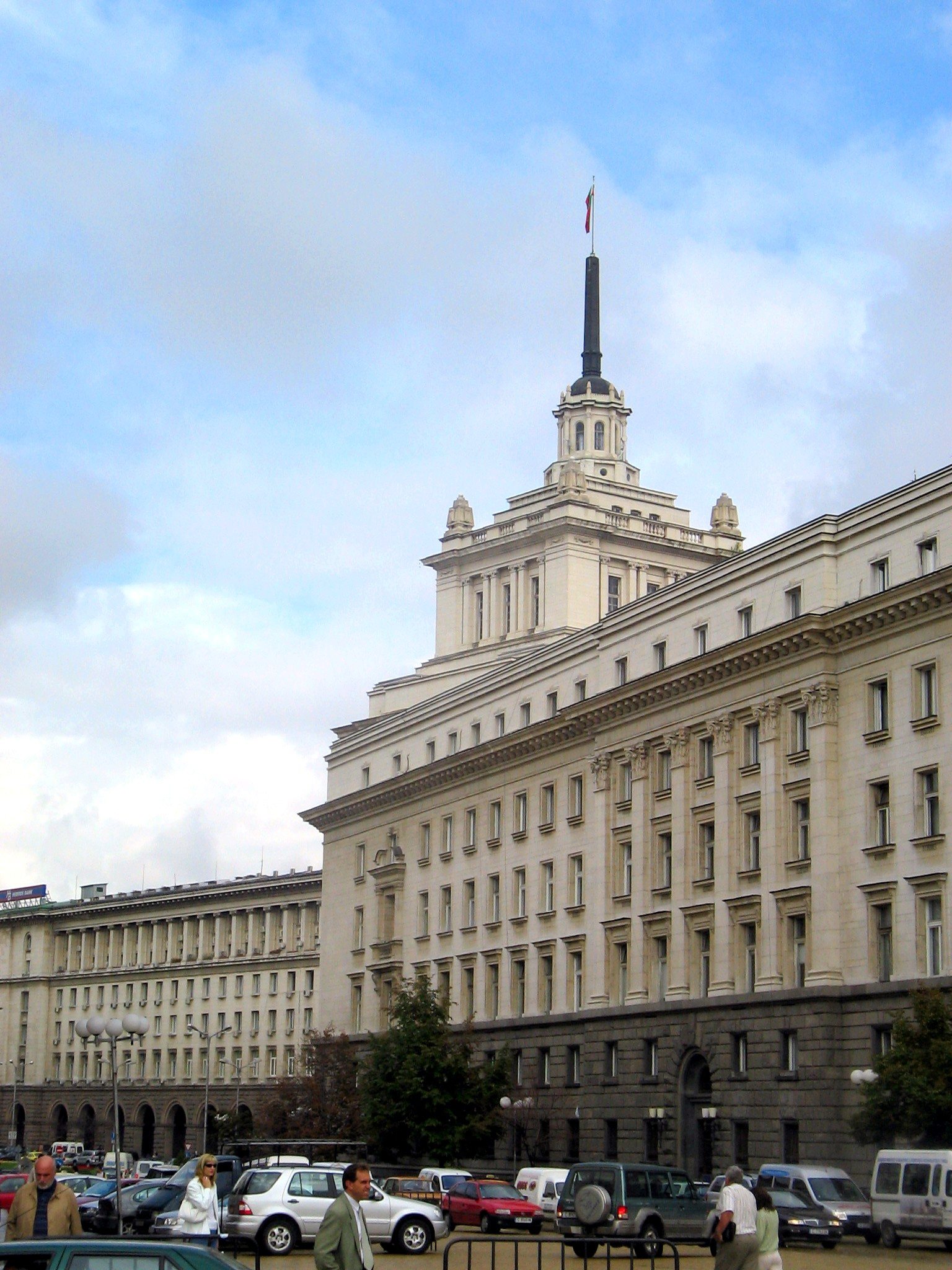
Vue est du Largo.

Le Largo de Sofia (bulgare : Ларго, forme définie Ларгото, Largoto) est un ensemble architectural situé à Sofia, capitale de la Bulgarie, construit dans les années 1950 et représentatif du classicisme stalinien. Il comprend trois bâtiments principaux et est au XXIe siècle un des centres d'intérêt majeurs de la capitale.
L'ensemble comprend trois bâtiments :
- l'ancien siège du parti communiste bulgare, Maison du Parti (1948)[1], devenu ensuite annexe de l'Assemblée nationale, le parlement de la Bulgarie.
- un bâtiment comprenant le TSUM (bulgare : ЦУМ, Централен универсален магазин, grand magasin central), un grand centre commercial, et le siège du Conseil des ministres de Bulgarie (en).
- les bureaux du président de la Bulgarie.

## Histoire
La construction du Largo est décidée par un décret de 1951 du conseil des ministres de Bulgarie. Le futur emplacement dans le centre de Sofia, lourdement bombardé pendant la Seconde guerre mondiale, est déblayé à l'automne 1952, permettant aux travaux de débuter les années qui suivent. Le bâtiment du Parti, surmonté à son sommet d'un étoile rouge, est conçu par l'architecte Petso Zlatev et achevé en 1955. Les bureaux du président de la Bulgarie, à l'origine les locaux du ministère de l'Électrification puis ceux du Conseil d'État, sont conçus par une équipe d'architectes comprenant Petso Zlatev, Petar Zagorsky et d'autres, et achevés dans les années suivantes. L'édifice du grand magasin TSUM(ЦУМ), conçu par l'équipe de Kosta Nikolov, est terminé en 1957. Une statue de Lénine intégrée dans le Largo a été remplacée en 2000 par une statue de Sainte Sophie.
Au sein des bâtiments, pavé de jaune, se trouve le square Nezavisimost (Indépendance), composé de deux voies et d'une pelouse où se dressent les drapeaux des pays membres de l'OTAN. Avec les bouleversements politiques de 1989, les symboles communistes disparaissent du Largo, dont l'étoile rouge située au sommet du siège du Parti communiste, enlevée par hélicoptère, puis remplacée par le drapeau de la Bulgarie. Une transformation d'ensemble du site est prévue dès 2006.

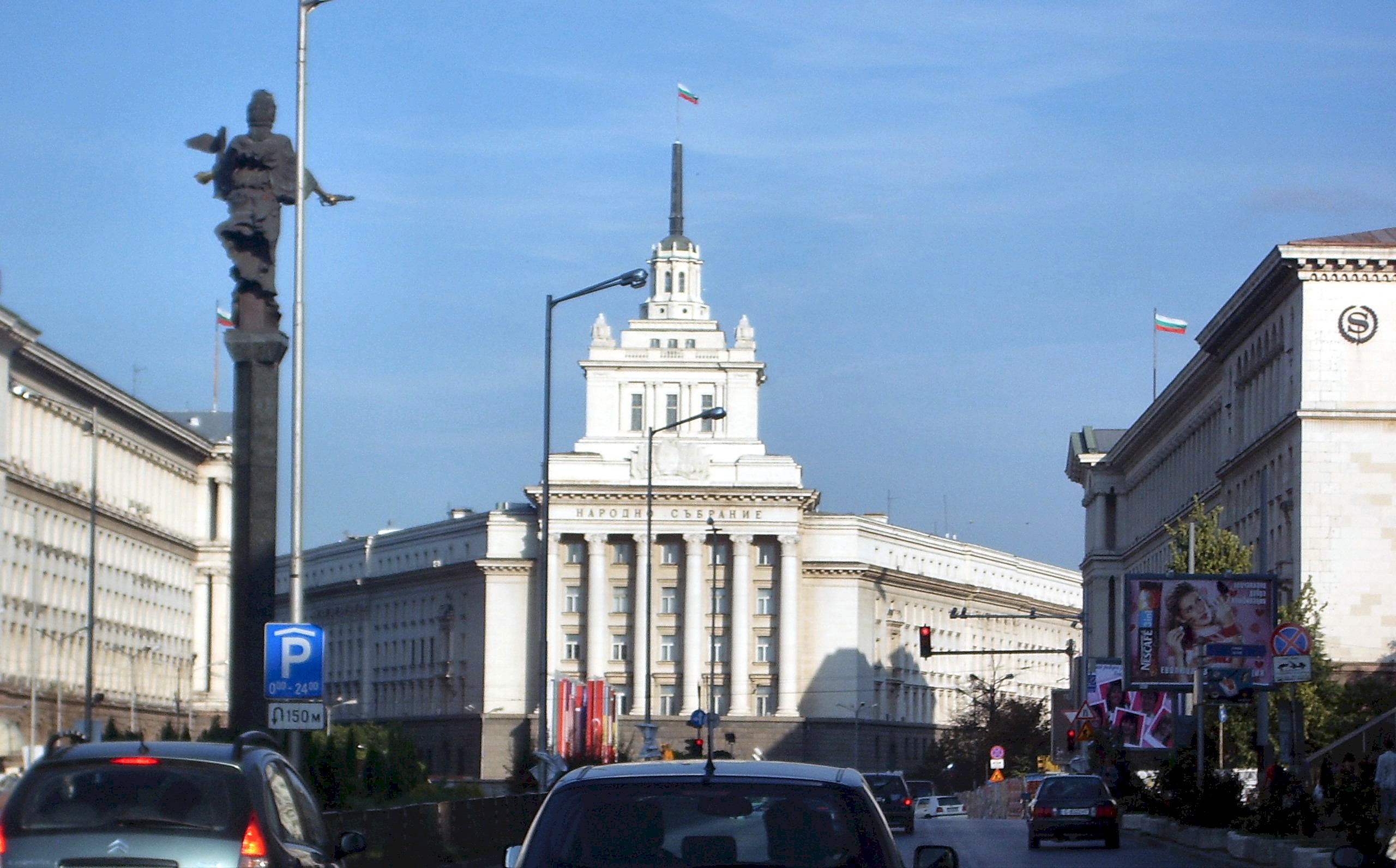
De gauche à droite : Magasin TSUM (ЦУМ), ancien siège du Parti, bureaux du président.
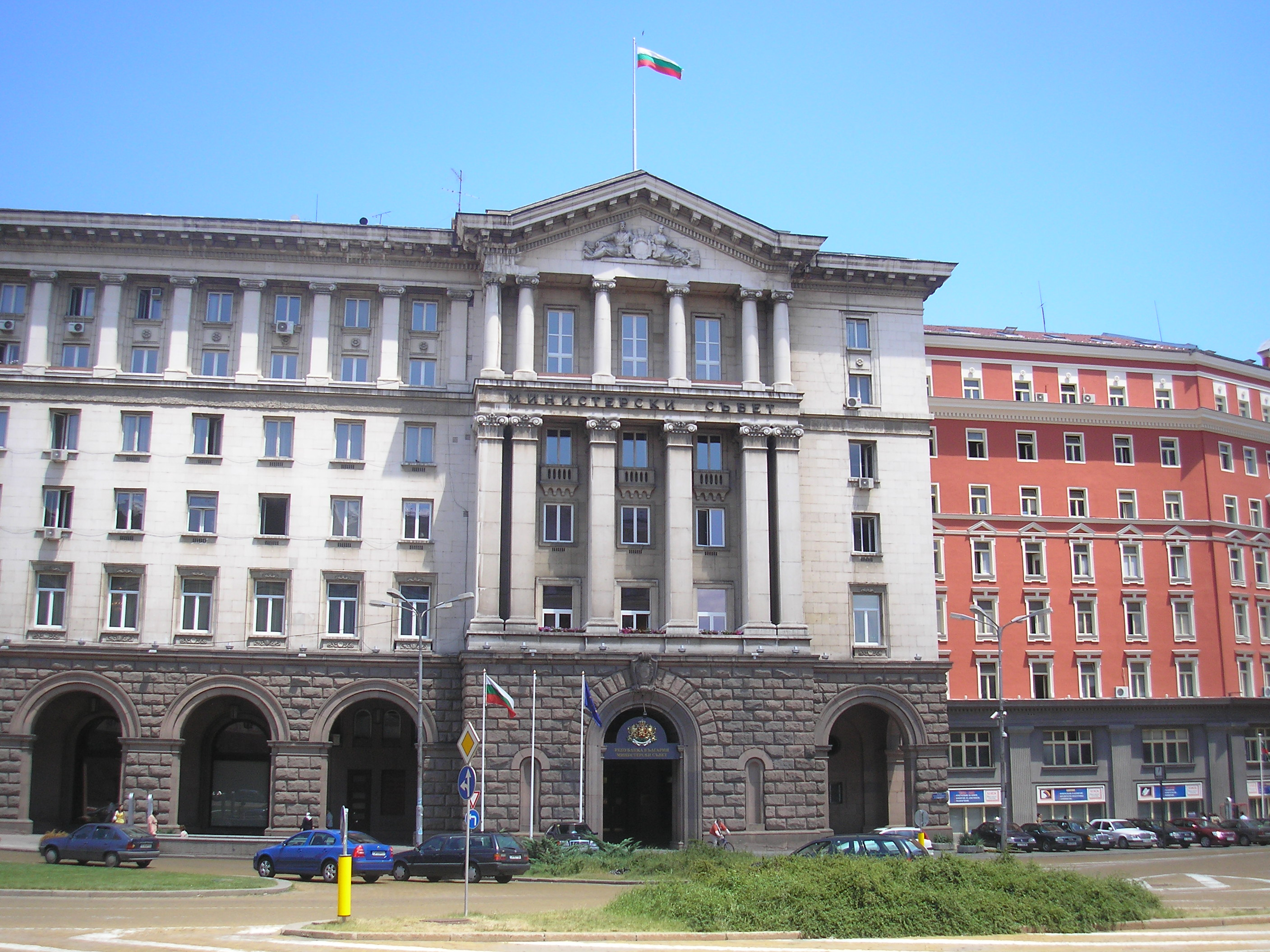
Conseil des ministres.
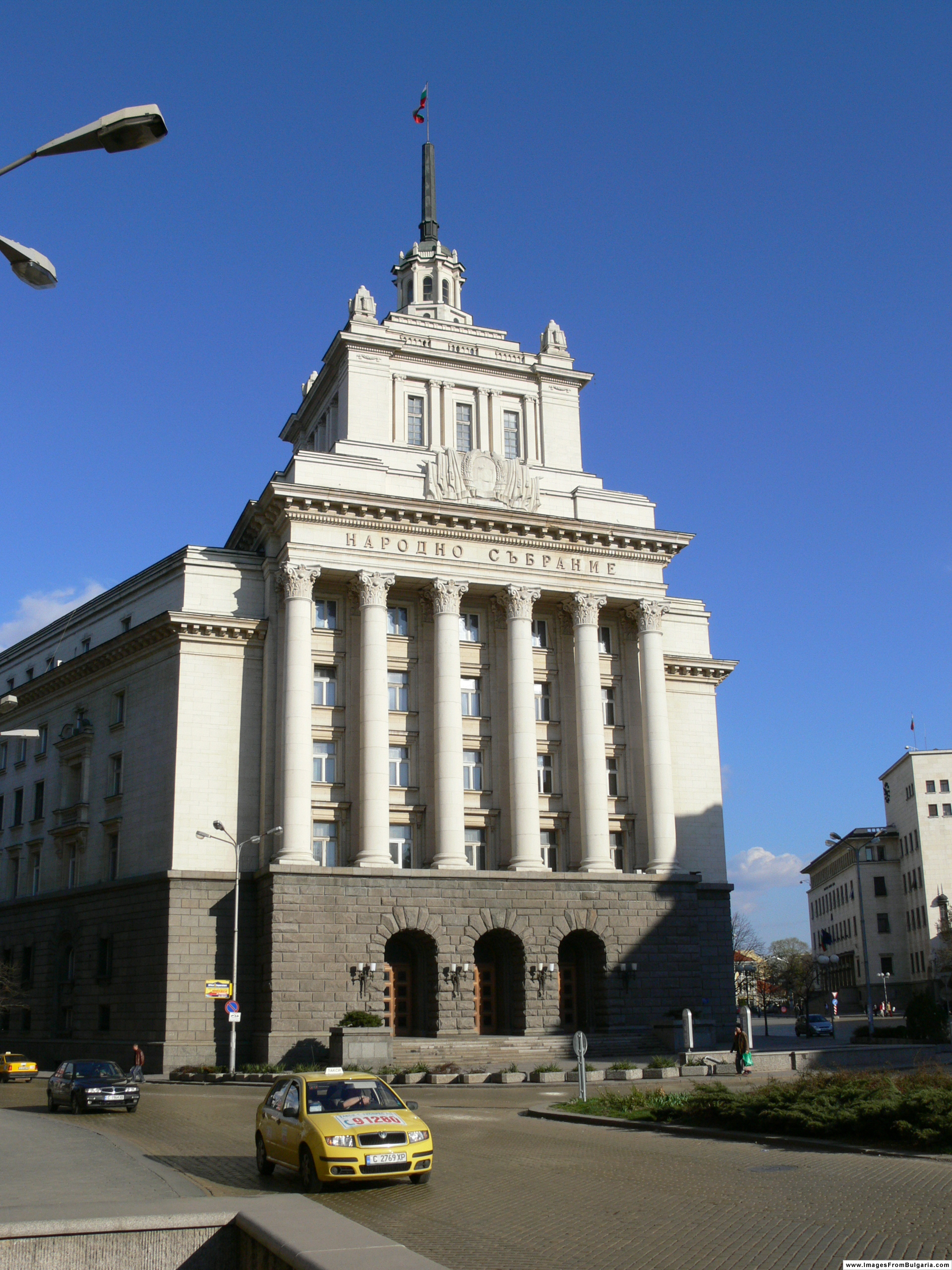
Ancien siège du Parti.
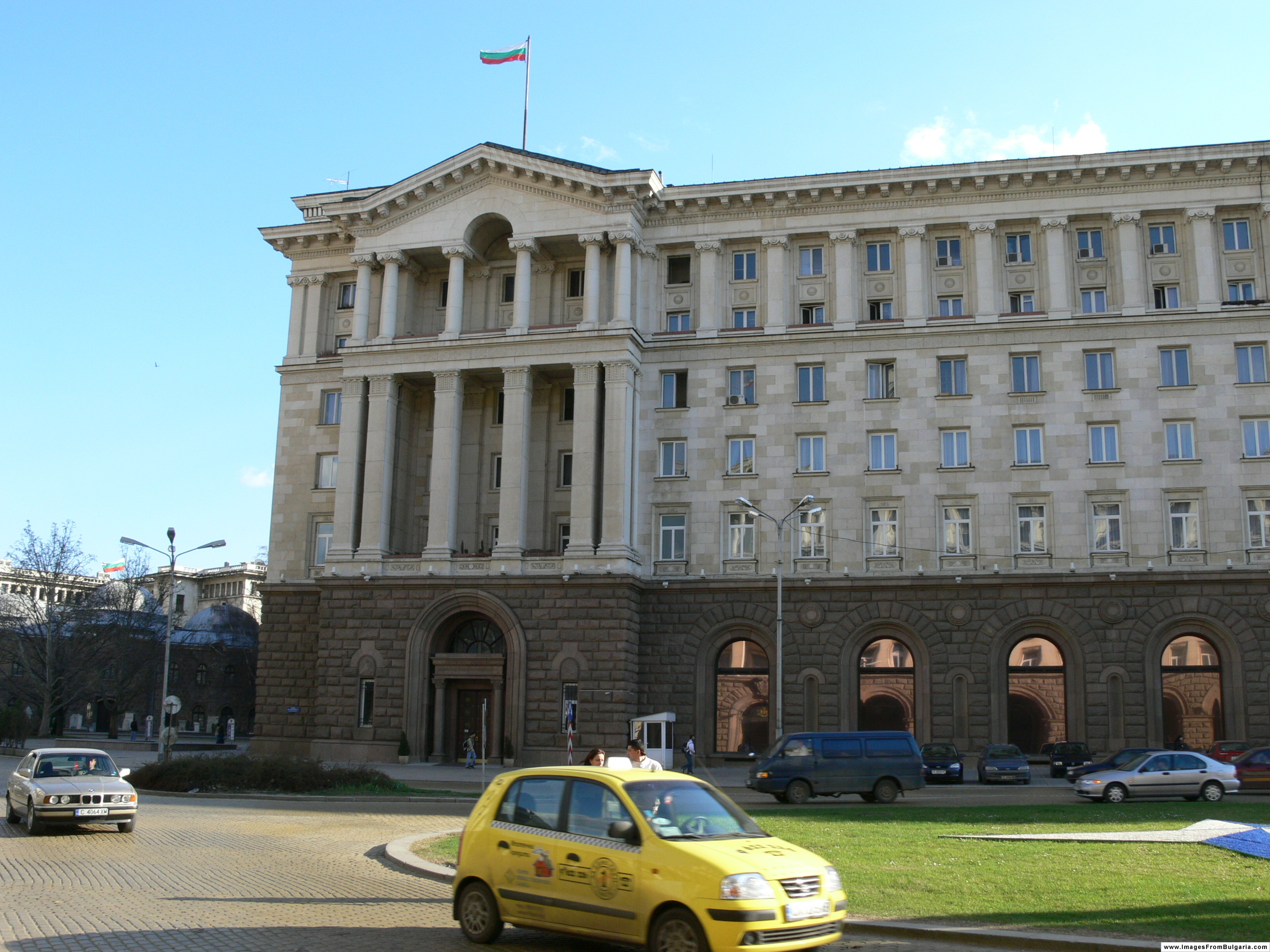
Bureaux du président.
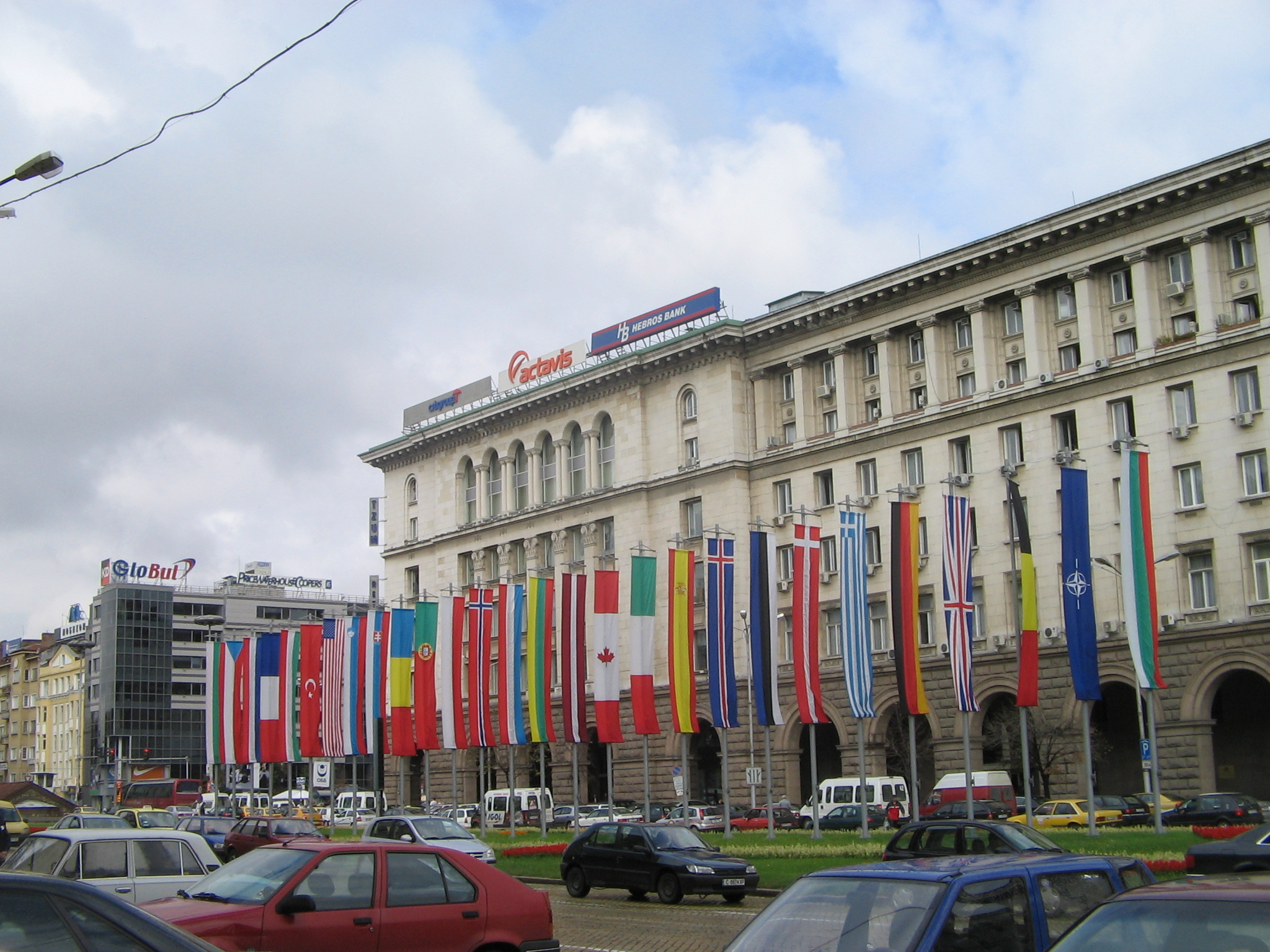
Drapeaux des pays membres de l'OTAN sur le square.